# Budějovický Budvar (podnik)
Budějovický Budvar, národní podnik, je státní pivovarnický podnik v Českých Budějovicích. Vyrábí pivo pod značkou Budějovický Budvar, Budweiser Budvar, Czechvar (vývoz do USA) a Pardál (k r. 2013). Byl zřízen v roce 1966 výměrem ministerstva potravinářského průmyslu. Je nejvýznamnějším a údajně jediným dosud aktivně působícím českým národním podnikem; jeho nynější působení v právní formě, která od roku 1992 není právním řádem České republiky kodifikována a upravena, je předmětem právních sporů (viz článek Národní podnik). Budvar je čtvrtým největším výrobcem piva v Česku a druhým největším exportérem piva do zahraničí.
Historie vaření piva v Českých Budějovicích sahá až do 13. století, což je také doba založení města a přidělení várečného práva. Dnešní Budějovický Budvar byl založený pod názvem Český akciový pivovar v roce 1895 předními českými měšťany a průmyslníky (August Zátka, František Hromada). Již v roce 1913 byl ležák znám i za hranicemi a právě kvůli tomu nebyla obnova po 1. světové válce tak těžká. V meziválečném období prošel Pivovar velkou modernizací. V roce 1922 byla vykopána jedna a později další artéská studna. Pivo se stávalo stále populárnějším a tak si pivovar nechal patentovat ochranné známky „Český budějovický granát“, „Budweiser bier“, „Budbräu“ a v roce 1930 známku „Budvar“ (složenina ze slov BUDějovický pivoVAR), podle které se v roce 1936 pivovar přejmenoval.
Sklad pivovaru v Kněžskodvorské ulici je spojen se Střední školou obchodu, služeb a podnikání. V Českých Budějovicích působí také Budějovický měšťanský pivovar vlastněný skupinou Anheuser-Busch InBev.

## Historie

### Nový pivovar 1895
První pokusy o založení vlastního pivovaru byly v Českých Budějovicích náročné a to z důvodu, že do té doby převážně německé město se na konci devatenáctého století stalo městem národnostně smíšeným . Na základě těchto skutečností, byl ze strany německých zaměstnavatelů vyvinut značný nátlak, který vyvolal iniciativu k založení Českého akciového pivovaru. Mezi významné české právovárečníky lze řadit Augusta Zátka, Karla Čertíka, Antoníma Effmerta. Založení českého akciového pivovaru v Českých Budějovicích bylo doprovázeno celou řadu politických roztržek. Přesto již 1. dubna 1895 v čele s prvním sládkem Antonínem Holečkou mohla být v Českém akciovém pivovaru v Českých Budějovicích uvařena první várka piva.

### České pivo 1895–1897
“S Pánem Bohem, 1x 7/10 95, 7/III 8 hod. 10°-1-4-/200hl” … takto vznikla v dochovaném zápisníku prvního sládka pivovaru lakonická poznámka. Po několika pokusných a velmi slibných várkách konečně nastal tento slavný den, který byl počátkem rozjezdu pivovaru. Oficiálně se však dle historických pramenů plný rozjezd samotného pivovaru datuje až od roku 1896. Český akciový pivovar začal vařit velmi kvalitní pivo a od roku 1897 bylo toto pivo dodáváno do Prahy, Vídně a Terstu.

### Otevření restaurace akciového pivovaru
20. května 1896 byla slavnostně otevřena “Restaurace akciového pivovaru”. Den oficiálního otevření byl stanoven na neděli, ale již v sobotu bylo v restauraci po celý den nabito a veškeré místnosti zařízené v elegantním stylu s elektrickým osvětlením v neděli praskaly ve švech díky proudu žíznivých poutníků. Na počátku válečných událostí spjatých se sarajevským atentátem dochází k problému spojeným se zásobováním. Přestože v důsledku poklesu objemu výroby stoupla cena piva a klesla stupňovitost a kvalita, zisky pivovaru stále rostly.

### Pokles výroby piva mezi válkami 1918–1938
Konec 1. světové války a vznik samostatného československého státu v roce 1918 nezaznamenaly vyřešení všech problémů. Československé pivovarnictví bylo válkou zdecimováno. Důsledky válečného hospodaření postihovaly pivovary ještě mnoho let po válce. Z devadesáti pivovarů, které přestaly během první světové války vařit pivo, zahájilo do roku 1921 znovu výrobu jen 28 pivovarů. Nastaly problémy se zásobováním surovin, což v závěru vedlo nejen k výraznému poklesu výroby piva, ale i k omezení vývozu piva. Veškeré dlouholeté budování obchodních spojení bylo ztraceno. Na konci dvacátých let již opět pivovar vařil všechny druhy piv. Sortiment tvořila deseti a třináctistupňová světlá i tmavá piva. Pivovar si nechal v té době zaregistrovat nové ochranné známky, jako Český budějovický granát v (1922), Český budějovický Crystal (1925). V roce 1930 byla registrována značka Budvar spojením dvou slov Budějovický pivovar a v roce 1934 došlo k registraci jejího německého ekvivalentu ve znění Budbräu.

### Pokles kvality piva a exportu 1939–1945
V roce 1939 bylo na tuto dobu surovin relativně dost, ovšem v platnost vstoupilo nařízení, dle kterého mohl pivovar vařit pouze 9° výčepní pivo a 11° ležák. Posléze dalším nařízením bylo snížení stupňovitosti piva na 7,3–8,3° a v roce 1945 byla úředně povolená stupňovitost jen 3,2°. Celkově v průběhu 2. světové války klesá kvalita piva a export. Zlomovým rokem v pivovarnictví se stává rok 1942, kdy do pivovaru byl jmenován nucený správce, který zde působil do konce 2. světové války. Veškeré změny v průběhu tohoto období se odrazily i ve změně názvu firmy: Protektorát Čechy a Morava, správa pivovaru České Budějovice. Ve třicátých letech se projevil špatný technický stav pivovaru, který se neustále zhoršoval. Jeho další devastace byla zastavena jenom díky osvobození.

### Změny v období 1945–1948
Nálety spojené s 2. světovou válkou, provedené dne 23. a 24. března 1945 nijak pivovar nepoškodily. Přes značnou opotřebovanost zařízení byl však pivovar schopen vystavit mnohem větší objem piva, než tomu bylo za války. Ovšem velkou překážkou byl stále nedostatek surovin a paliva. Postupně se opět vracela stupňovitost piva a od piva 3,2° se začala vařit piva silnější. V roce 1947 se pivovar pokusil o registraci nových ochranných známek ve Spojených státech, které byly záměrně z nejrůznějších důvodů oddalovány. Výrazným způsobem zasáhly do historie pivovaru tzv. Benešovy dekrety. Dne 13. září 1946 byl zřízen z majetkové podstaty bývalého akciového pivovaru Českobudějovický pivovar, n. p., který byl posléze přejmenován 31. května 1948 na Českobudějovické pivovary, n. p.

### Nové časy (1948)
Dá se říci, že poměrně dlouhé čtyřicetileté období státně plánovaného hospodářství pivovarnickému odvětví příliš nepřálo a pivovarnické řemeslo bylo degradováno mezi nejnižší platové skupiny v rámci všech profesí v republice. Změna československé ekonomiky měla výrazný dopad na Budějovický Budvar, neboť tehdejší státní politika podporovala převážně těžký průmysl. V témže období náhle zemřel ředitel pivovaru V. Rambousek. Byl to muž, který byl vysoce profesionální a jeho skon symbolizoval odchod starých časů.

### Vývoz do zahraničí
Za první poválečný vývoz do Sovětského svazu lze považovat projev úcty k 70. narozeninám J.V. Stalina. Pivovar Budvar v roce 1949 zaslal jako první gratulant vůdci dar, což byla speciálně připravená bedna s 18 lahvemi o obsahu 0,33 litrů a šesti výtvarně pojednanými poháry. V prvé řadě místo toho, aby byl export orientován na kapitalistické státy, staly se v popředí zájmu státy socialistické, a to až do druhé poloviny 60. let. Kromě socialistických zemí, se vyváželo do států, kde neexistovaly větší politické bariéry.
Postupem doby objem vývozu piva vzrostl a ke konci 80. let export činil 75 % vystaveného piva a na tuzemském trhu se Budvar stal nedostatkovým zbožím. Export byl hlavním důvodem ke generální rekonstrukci pivovaru, která byla zahájena 1967 a měla být dokončena v roce 1982. Modernizace pivovaru se protáhla a nebyla dokončena ani na konci roku 1989.

### Změna sortimentu
Během 1948–1989 došlo k výrazné změně sortimentu pivovaru. Sortiment byl tvořen převážně světlým pivem a pivem černým, které se v 50. a 60. letech přestalo zcela vařit z důvodu poklesu zájmu.
Od roku 1967 byly postupně nahrazovány kovové a dřevěné přepravky přepravkami plastovými. Samotná výměna dřevěných transportních sudů za hliníkové proběhla v letech 1961–1967, ty se přestaly používat od roku 1991. Od roku 1984 bylo pivo plněno do nerezových keg sudů.

### Plechovkové pivo
Od roku 1973 zavedl Budějovický Budvar novinku – plechovkové pivo. Veškerá manipulace a plnění byly prováděny ručně. Zručná pracovnice naplnila za jednu hodinu přibližně 100–120 plechovek. Ovšem na takto primitivní bázi nemohlo plnění probíhat. Problémy byly také například s chlazením stáčeného piva a kontrolou plnosti plechovek. Vedení pivovaru proto vstoupilo v jednání s pivovarem Zlatý Bažant, který vlastnil již nainstalovanou plnicí linku. Za úhradu nákladů zde probíhalo stáčení 12% piva až do května 1974, kdy došlo k vyčerpání zásob – plechovek.

### Vznik Budějovického Budvaru, n. p.
V roce 1967 s platností od 1. ledna došlo k založení Budějovického Budvaru, n. p., který se stal nástupcem akciového pivovaru i pivovaru měšťanského, jejichž ochranné známky byly z větší části převzaty. 1. března 1991 byl sloučen Budějovický Budvar, národní podnik s Budějovickým Budvarem, státní podnik a to na základě řady předchozích administrativních nesrovnalostí. V průběhu 90. let Budějovický Budvar začal zakládat vlastní dceřiné společnosti. První z nich byla v roce 1997 v Německu, v Chorvatsku, 2001 ve Velké Británii a 2012 na Slovensku. Export se rozšířil na různé zahraniční trhy, které se odrazily v růstu vlastního jmění Budějovického Budvaru, jež je nejvýraznějším ukazatelem ekonomické síly a stability.

### Restaurace
Pivo z akciového pivovaru a posléze z Budějovického Budvaru se od roku 1953 čepuje ve známé českobudějovické restauraci Masné krámy nebo ve vídeňském Prátru. Takové restaurace lze nalézt nejen tedy v českých městech, ale i v zahraničí. Od roku 1998 Budějovický Budvar buduje prestižní Budvar Bary, které se vyznačují originální výzdobou interiérů, v roce 2003 se začaly otevírat značkové pivnice Budvarky.

### Original pivnice Budvarka
V Hotelu Malý pivovar v Českých Budějovicích byla v roce 2003 otevřena první Original pivnice Budvarka. Koncept řetězce originálních budvarských pivnic je určen všem, kteří mají rádi prostředí tradiční a přitom moderní pivnice s příjemnou atmosférou.

### Potvrzení originality
Evropská komise přisoudila Budějovickému Budvaru n. p. právo užívat zeměpisné označení “Budějovické pivo” a “Českobudějovické pivo”. Toto rozhodnutí vstoupilo v platnost 1. května 2004

### Nové stavby v areálu v 21. století

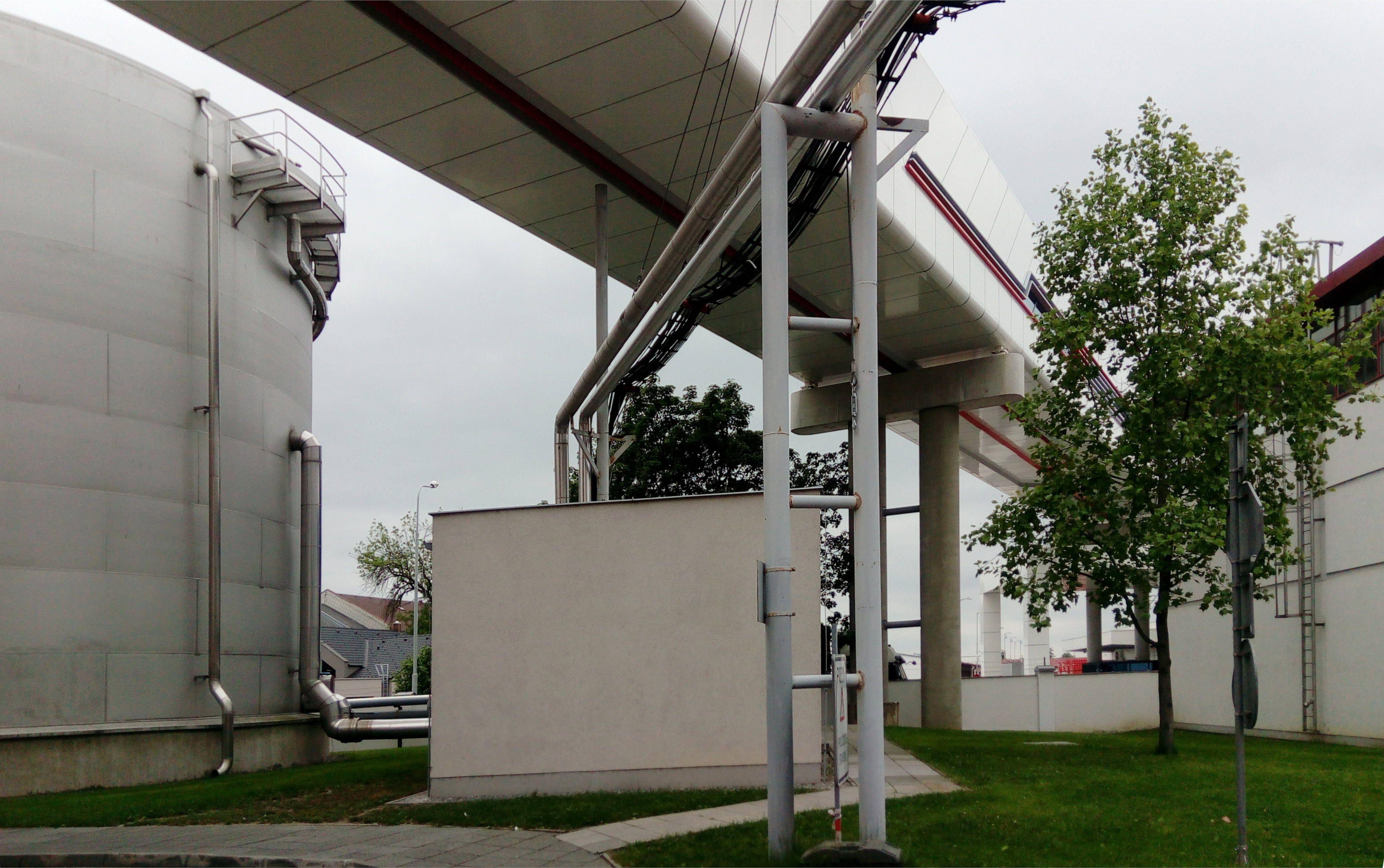
Přepravní most spojující oba areály

14. února 2013 byla spuštěna nová, vlastní stáčírna plechovkového piva s hodinovým výkonem plniče piva 16 800 kusů plechovek.
V březnu 2017 byl osazen technologický most o délce 164 metrů ve výšce 12 metrů nad niveletou vozovky, kterým se přepravují lahve piva z výrobních linek do automatizovaného skladu na druhé straně Kněžskodvorské ulice, opačným směrem směřují palety s prázdnými obaly. Oba areály pivovaru, do té doby rozdělené veřejnou komunikací, tak byly propojeny. V říjnu 2018 pak bylo do provozu uvedeno s ním přímo související nové logistické centrum, jež získalo od České logistické asociace, z.s. ocenění za logistický projekt roku 2018 s výškovým regálovým automatizovaným skladem.
Na začátku roku 2019 začalo budování třetí linky na stáčení lahví, v plánu je výstavba nové varny.

## Hospodářské výsledky
Budějovický Budvar v roce 2018 meziročně zvýšil výstav piva o 3,6 procenta na 1,602 milionu hektolitrů. Tržby meziročně stouply o 7,3 procenta na 2,569 miliardy korun, byly nejvyšší v historii firmy. Nejvíce piva zatím Budvar uvařil v roce 2016, 1,61 milionu hektolitrů.

## Produkty
- Budvar Výčepní, světlé výčepní pivo (10° EPM, 4.0 % alkoholu)
- Budvar Redix, světlé výčepní pivo (10° EPM, 4.0 % alkoholu)
- Budweiser Budvar Originál, světlý ležák (11,99°, 5,0 %)
- Budvar Tmavý Ležák, tmavý ležák (11,99°, 4,7 %)
- Budvar 33, světlý ležák s hořkostí IBU 33 (11.3°, 4.6 %)
- Budvar Reserve, silné pivo světlé (7,4-8,2 % obj.)
- Budvar Nealko - nealkoholické pivo (0,5 % obj.)
- Pardál Echt, světlý ležák (4,5% obj.)
- Pardál, světlé výčepní pivo (3,8% obj.)
- Pardálovo Bezové, míchaný nápoj z piva (2,0 % obj.)

## Ocenění pivovaru
Pivovar Budějovický Budvar za své existence získal řadu ocenění jak ze strany konzumentů, tak pivovarských odborníků doma i v zahraničí.
2013
- Pivovar roku - Sdružení přátel piva (SPP) ocenilo Budějovický Budvar, n. p. pivovarem roku 2013

2012
- významné ocenění ČMPA - Budějovický Budvar, národní podnik se stal vítězem v kategorii Pivovary s výstavem nad 500 000 hektolitrů

2009
- Nejvyšší odborné ocenění od Českého svazu pivovarů a sladoven - Ing. Josef Tolar, bývalý dlouholetý sládek Budějovického Budvaru, získal nejvyšší odborné ocenění v České republice a byl uveden do „Síně slávy českého pivovarství a sladařství“.

## Spory o ochrannou známku
O užívání některých obchodních značek vede pivovar spory s americkou společností Anheuser-Busch. Změna právní formy Budějovického Budvaru z národního podniku na státní podnik by mohla ztížit pozici Budějovického Budvaru v mezinárodních právních sporech o značku Budweiser se společností Anheuser Busch, protože by mohla být zpochybněna právní kontinuita (totožnost) podniku.
V důsledku sporů se v Severní Americe český Budvar prodává pod obchodní značkou Czechvar a Americký Budweiser jako Bud v celé Evropské unii, kromě Irska, kde se prodávají oba dva výrobky.
V letech 2000 - 2012 bylo definitivně ukončeno 173 soudních sporů a správních řízení, z nichž Budějovický Budvar vyhrál 120 případů a 10 sporů skončilo smírem nebo remízou. Díky registracím ochranných známek „BUDWEISER“ nebo „BUDWEISER BUDVAR“, které patří Budějovickému Budvaru, nemůže nadnárodní koncern ABI svou klíčovou značku „BUDWEISER“ používat téměř v 70 zemích. 

## Galerie

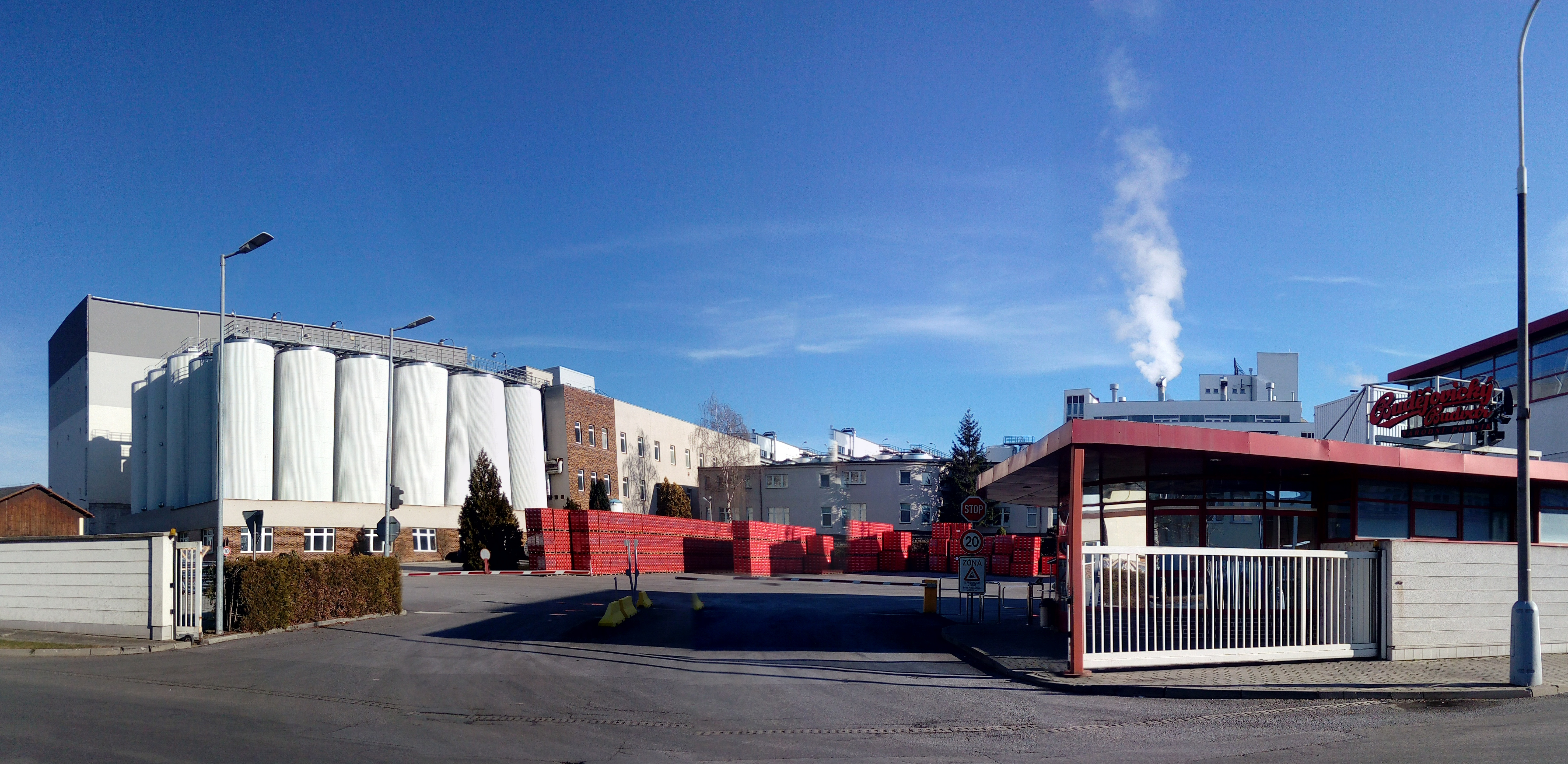
Vjezd z Kněžskodvorské ulice
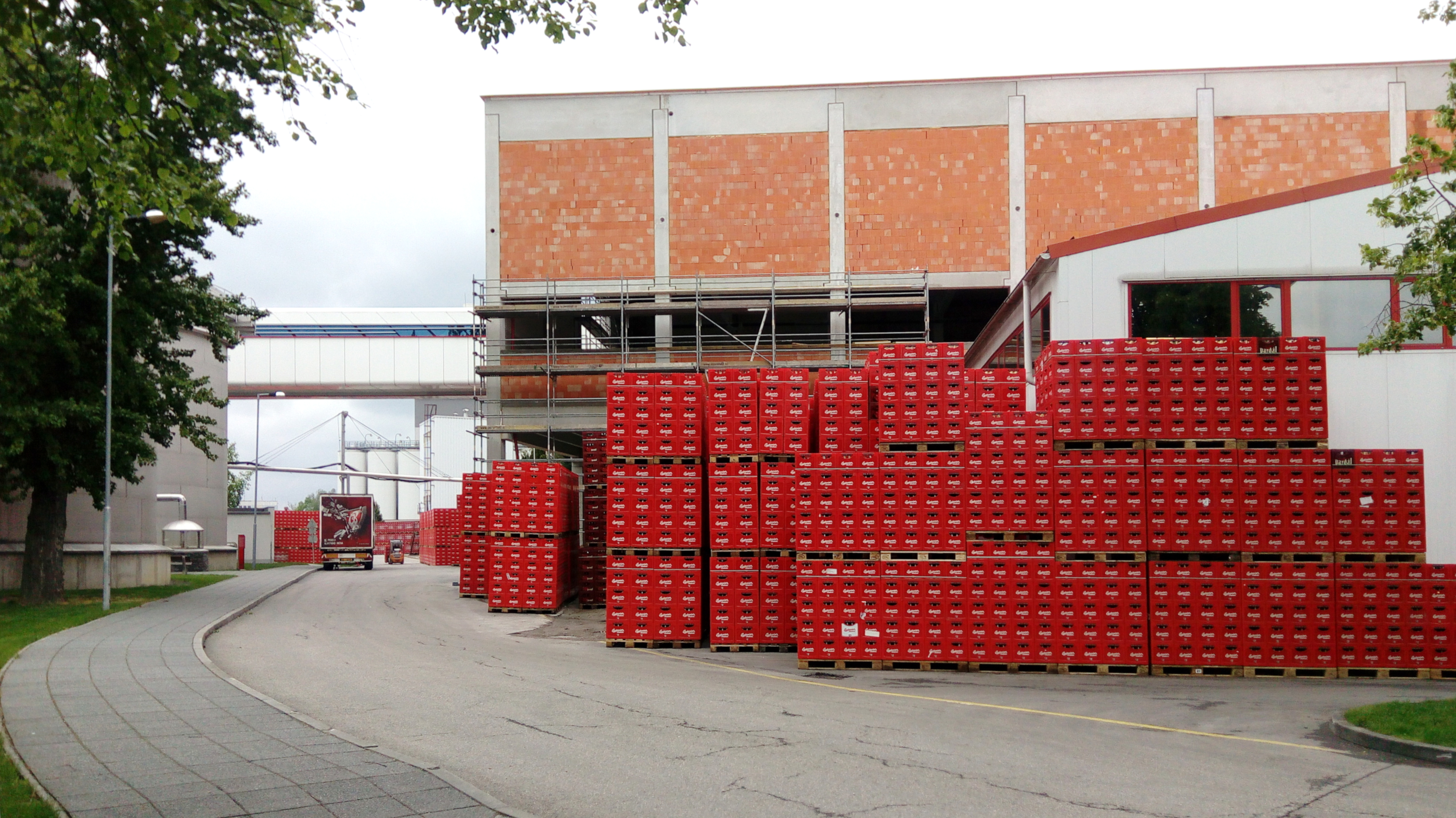
Bedny na pivo před nově konstruovanou varnou
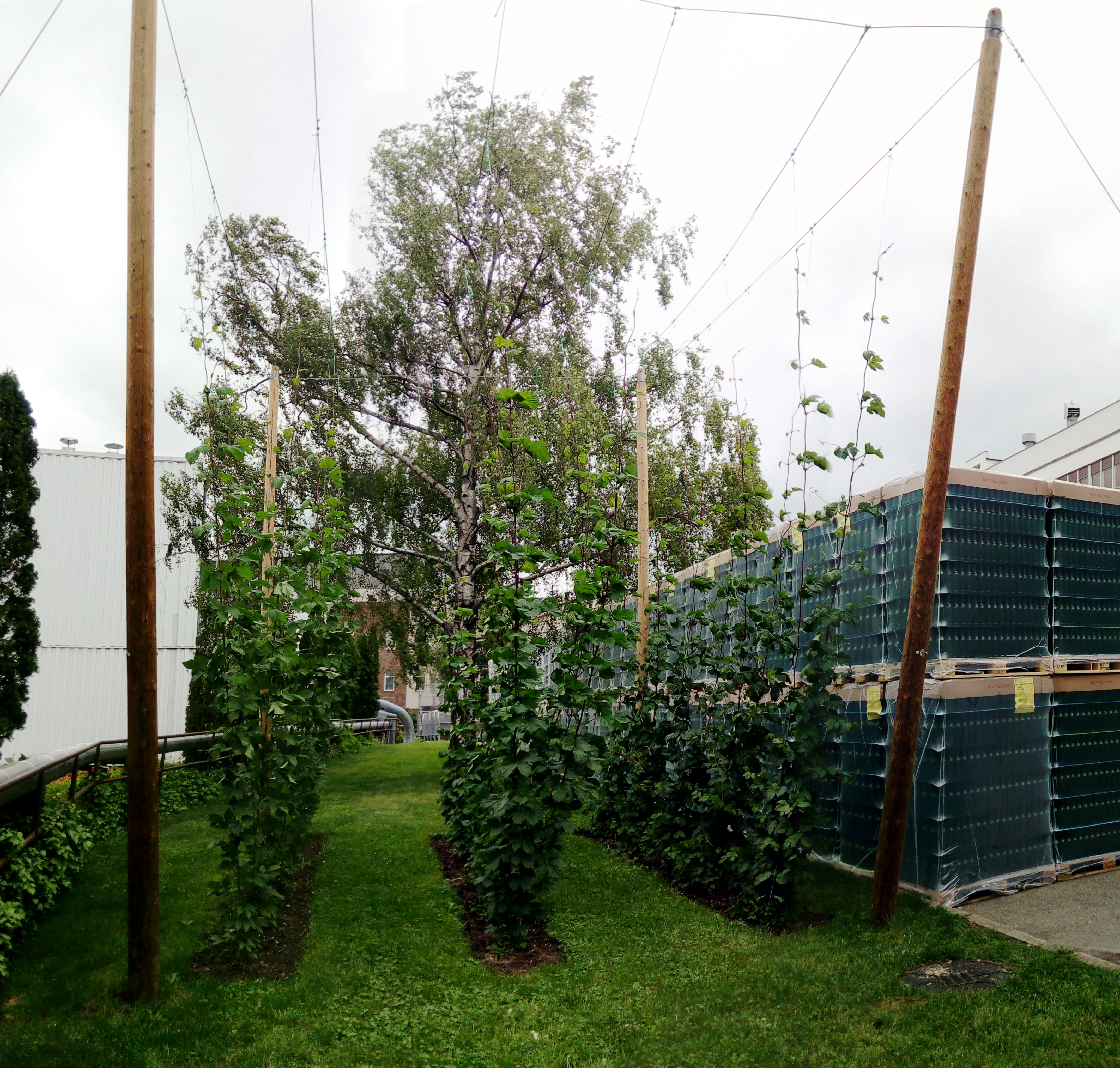
Ukázka pěstování žateckého chmele
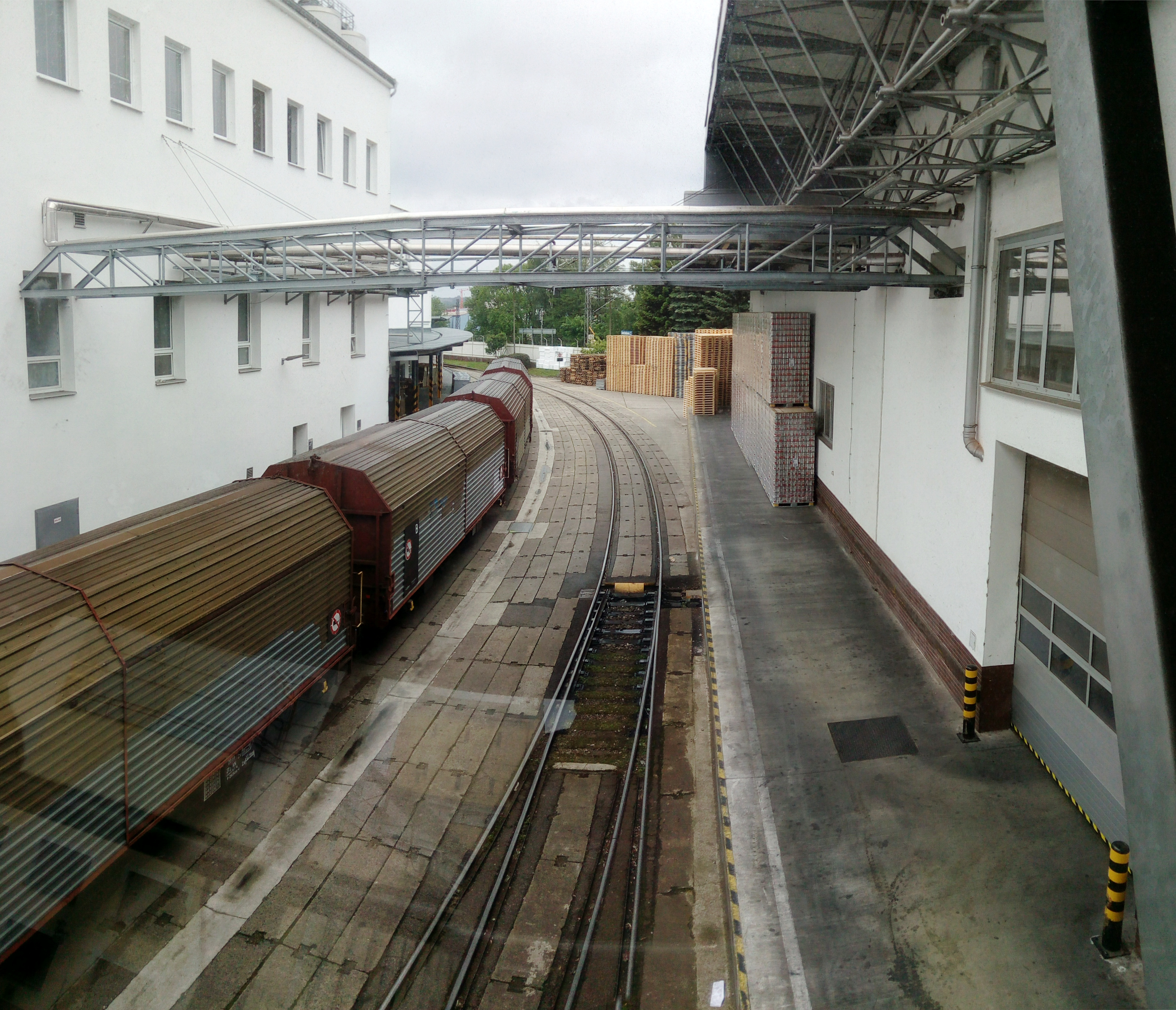
Dopravní koleje
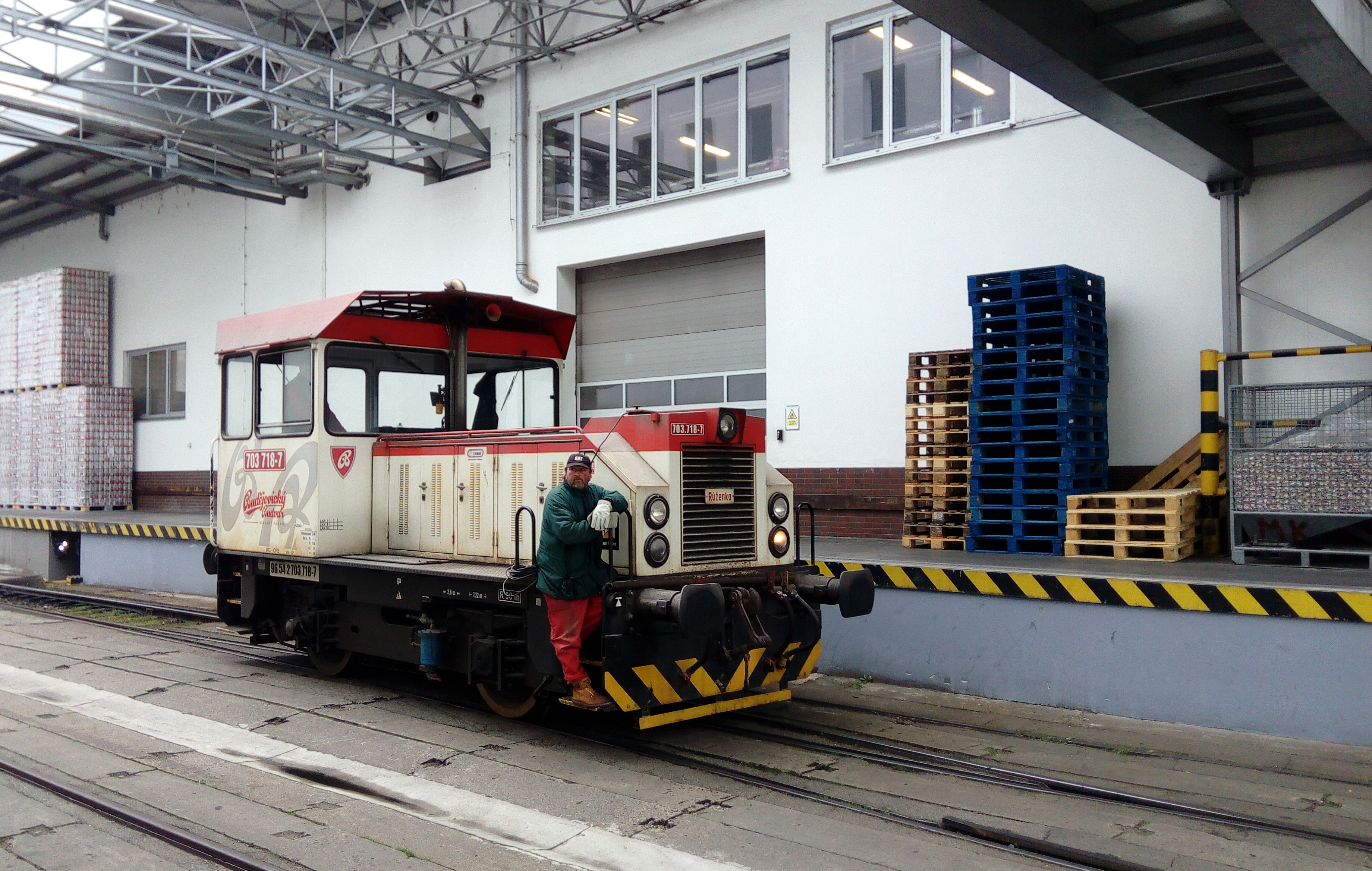
Lokomotiva v areálu podniku
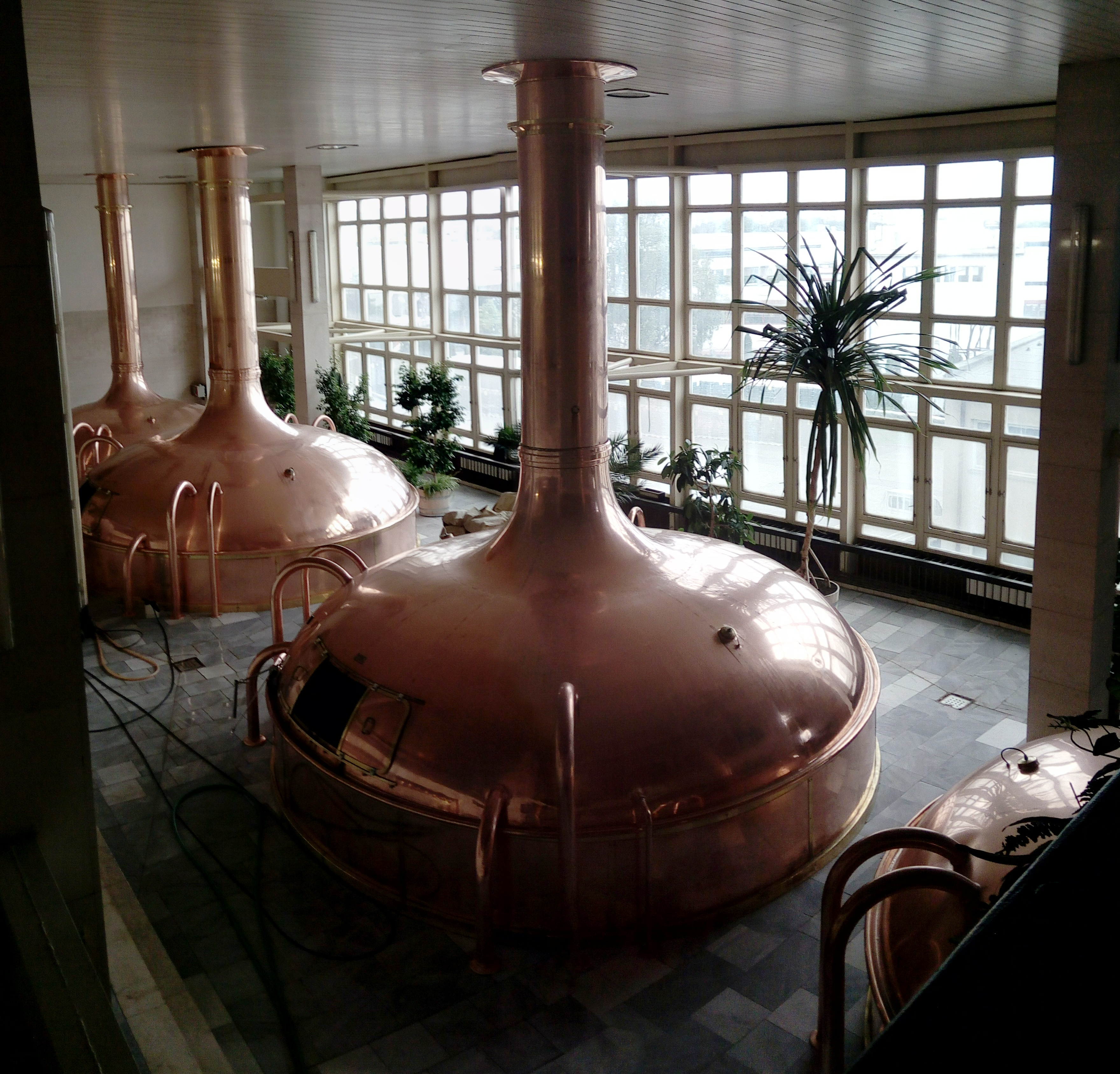
Měděné varny
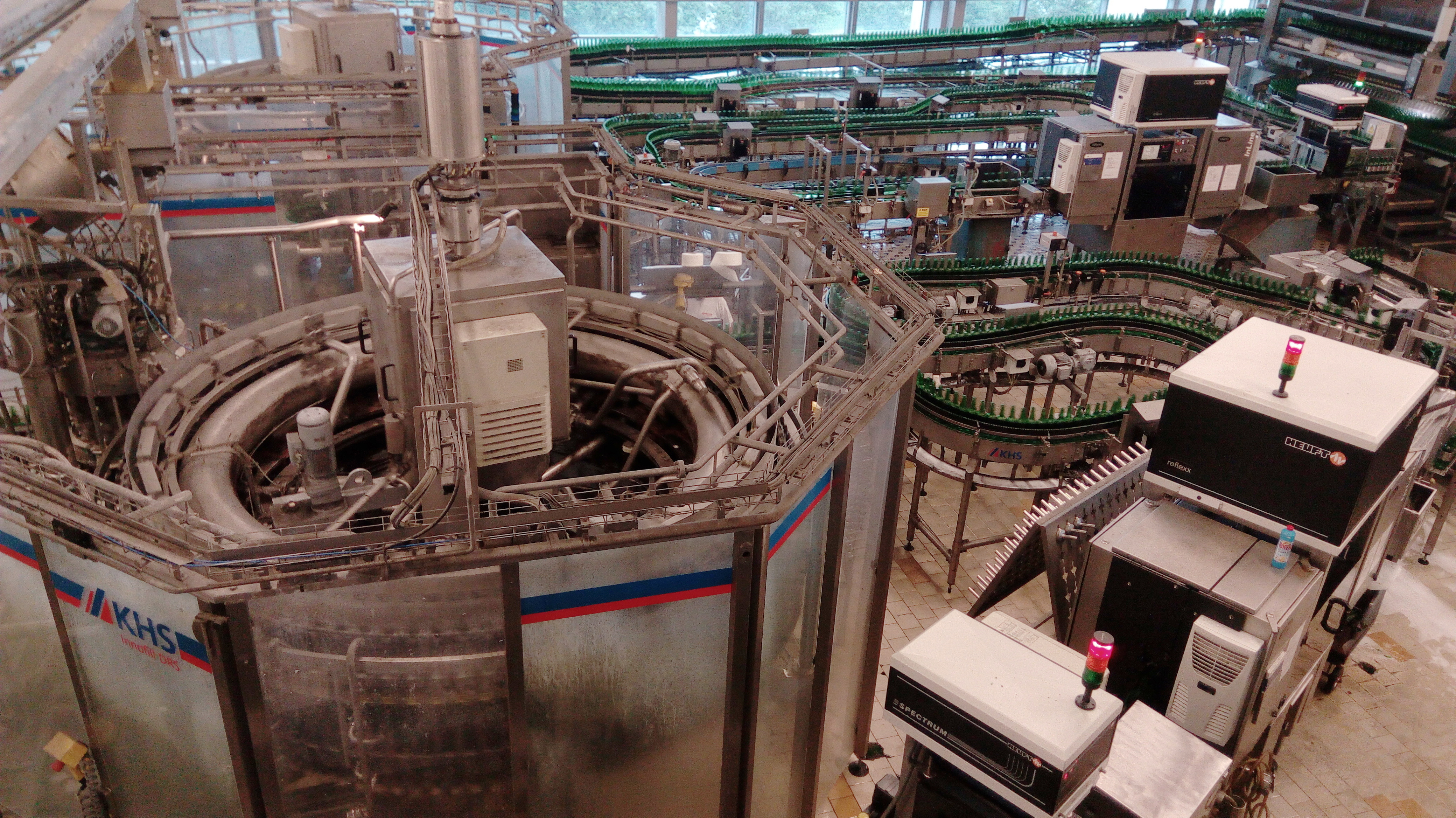
Kontrola lahví ve stáčírně
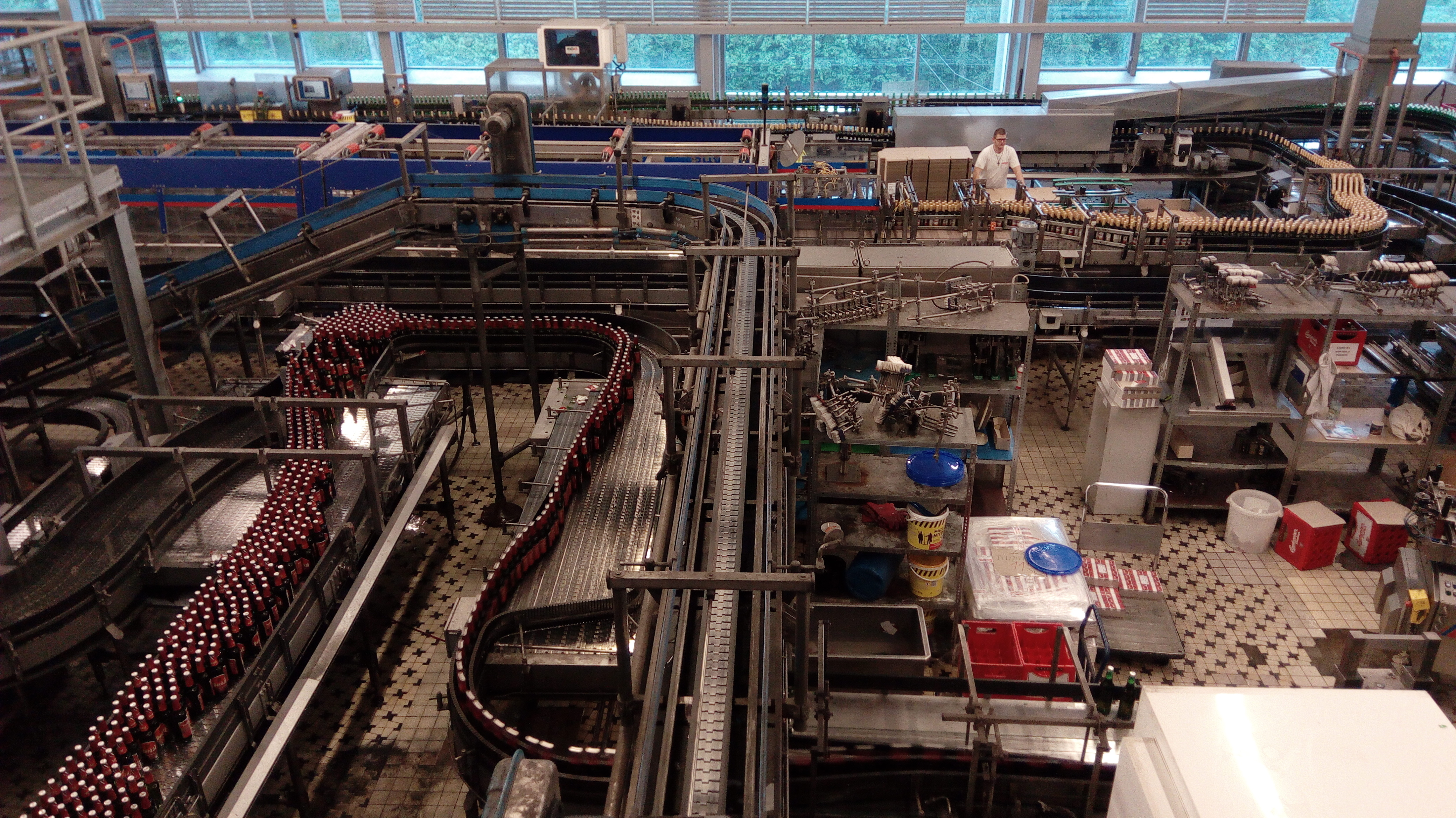
Stáčírna během provozu
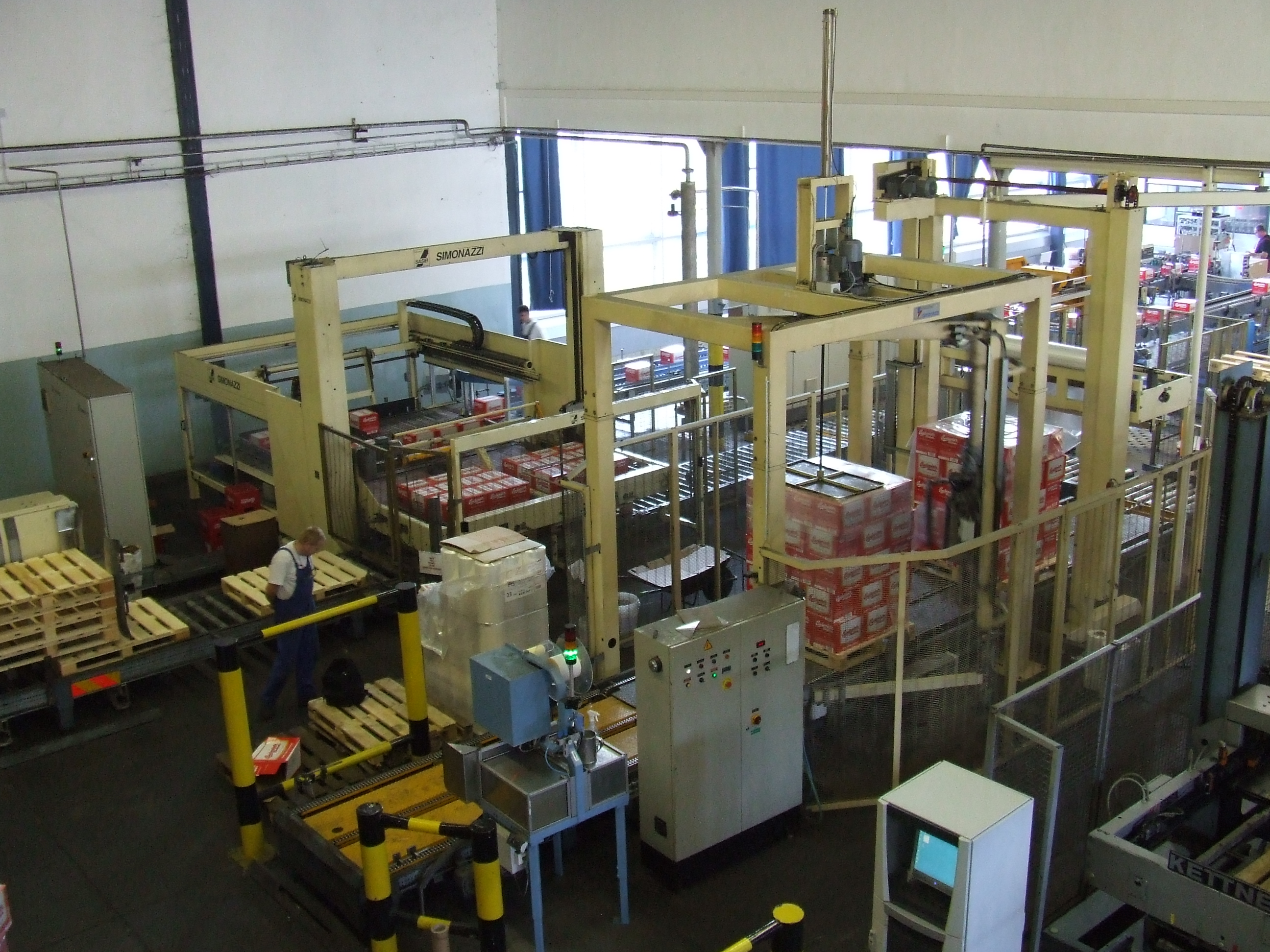
Balírna
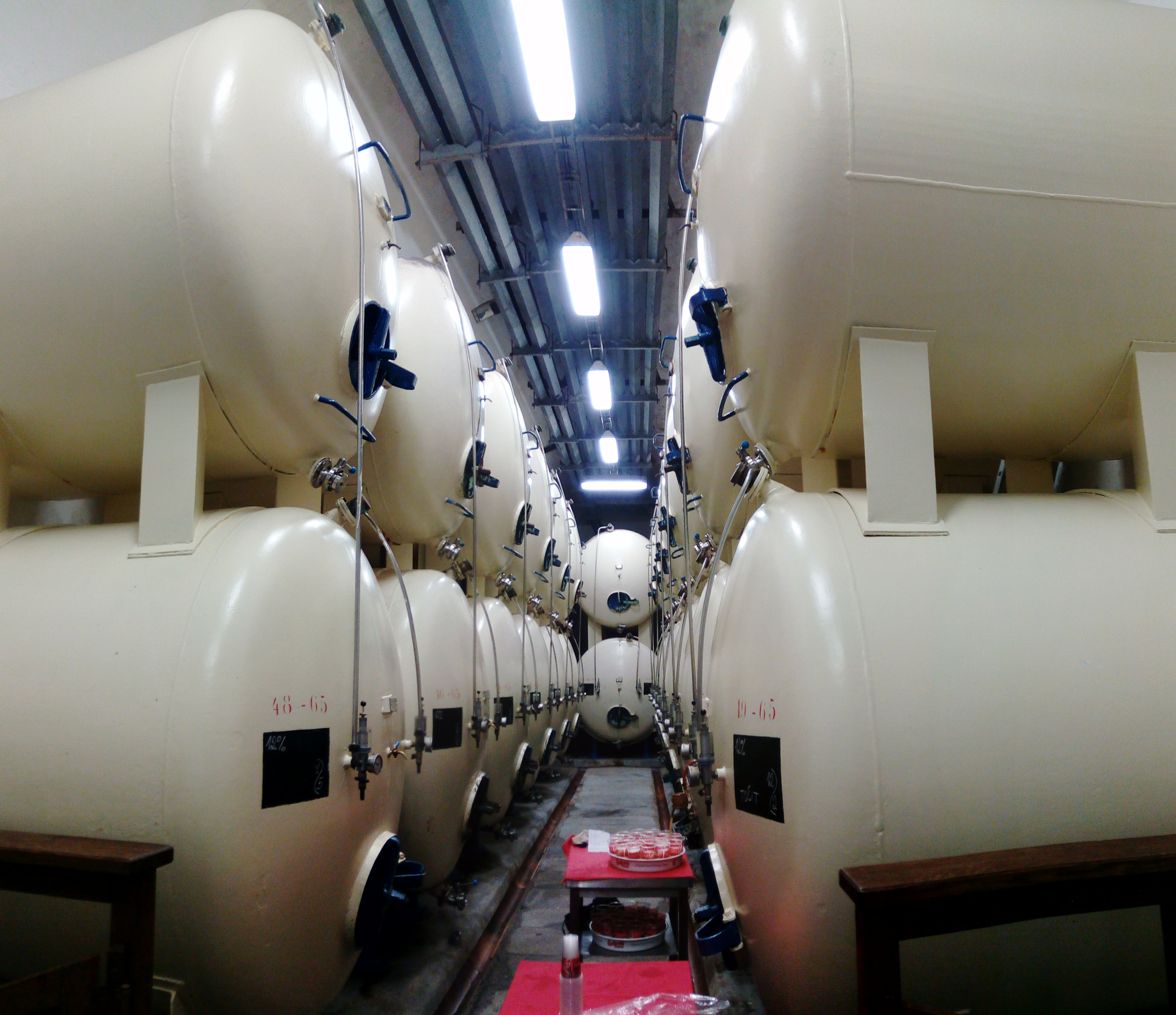
Nejmenší tanky s kroužkovým pivem